# بيان فيديو إخباري
بيان الفيديو الإخباري (VNR) عبارة عن مقطع فيديو تم عمله لكي يبدو مثل التقرير الإخباري، من خلال شركة علاقات عامة (PR) أو شركة تسويق أو مؤسسة تجارية أو وكالة حكومية. ويتم توفيرها إلى غرف الأخبار التلفزيونية من أجل تشكيل الرأي العام أو الترويج للمنتجات والخدمات التجارية أو الدعاية للأفراد أو دعم المصالح الأخرى. ويمكن أن يقوم منتجو الأخبار ببث بيانات الفيديو الإخبارية على الهواء، بشكل جزئي أو كلي، حسبما يتراءى لهم أو تضمينها في التقارير الإخبارية إذا كانت تحتوي على معلومات مناسبة لقصة ما أو هامة للمشاهدين.
وقد قال منتقدو بيانات الفيديو الإخبارية إن تلك الممارسة مخادعة أو مجرد أسلوب دعاية، خصوصًا عندما لا يتم تعريف المقطع للمشاهدين على أنه بيان فيديو إخباري. ولا توافق الشركات التي تنتج بيانات الفيديو الإخبارية وتساوي بين استخدامهم مع الإصدارات الصحفية ولكن بتنسيق فيديو مصور، كما تشير إلى حقيقة أن القرار التحريري المرتبط بمدى جدارة محتويات بيانات الفيديو الإخبارية، سواء بشكل جزئي أو بشكل كلي، ما زال متروكًا في يد الصحفيين أو منتجي البرامج أو ما شابه. وتنظر لجنة الاتصالات الفيدرالية في الولايات المتحدة حاليًا في الممارسة المتعلقة ببيانات الفيديو الإخبارية.

## التفاصيل
تشتمل أغلب بيانات الفيديو الإخبارية على صحفي محترف أو شخص يمتلك خبرة البث على الهواء أو ممثل. كذلك، في الغالب تشتمل بيانات الفيديو الإخبارية على مقابلات مع الخبراء (الذين غالبًا ما تكون لديهم خبرة مشروعة، إذا كانوا متحيزين)، وما يطلق عليهم «رجل الشارع»، ولقاءات مع الأشخاص «العاديين» بالإضافة إلى صور المشاهير والمنتجات وعروض الخدمات وشعارات الشركات وما شابه ذلك، متى كان ذلك ممكنًا. وفي بعض الحالات، تظهر في المقاطع التي تحتوي على «رجال الشارع» أشخاص يتم اختيارهم بشكل عشوائي وإجراء لقاءات معهم بشكل فوري، وفي الحالات الأخرى يتم تعيين ممثلين وتوجيههم من خلال منتجي بيانات الفيديو الإخبارية من أجل إعطاء تعليقات مكتوبة بعناية. وبالإضافة إلى ذلك، وبغض النظر عن ظهور أشخاص حقيقيين أو ممثلين محترفين، فإن منتجي ومخرجي بيانات الفيديو الإخبارية، مثلهم في ذلك مثل الصحفيين، لديهم القدرات التقديرية الكاملة للاقتباس من هذه «المقابلات» وتحريرها في المختصرات الصوتية من أجل إبراز النقطة التي يحاولون توضيحها.

## البث الإعلامي للبيانات الإخبارية بالفيديو
غالبًا ما تقوم المحطات التلفزيونية التجارية وغيرها من المنافذ الإعلامية ببث أجزاء فقط من بيانات الفيديو الإخبارية. وفي بعض الأحيان، فإنهم يستخدمون الاسكربت الذي يتم توفيره من خلال منتجي بيانات الفيديو الإخبارية، إلا أنهم بشكل متكرر يقومون بكتابة الاسكربت الخاص بهم.
وفي تقرير صدر في السادس من أبريل عام 2006، أورد مركز الإعلام والديمقراطية معلومات تفصيلية حول 77 محطة تلفزيونية قال إنها قامت ببث بيانات الفيديو الإخبارية في الشهور العشرة السابقة، وبيانات الفيديو الإخبارية التي تم بثها. وأغلب استخدامات بيانات الفيديو الإخبارية تلك كانت عبارة عن تغذيات جزئية. ومع ذلك، قال مركز الإعلام والديمقراطية أنه في كل حالة، قامت المحطات الإخبارية بإخفاء محتويات بيانات الفيديو الإخبارية بفاعلية لكي تبدو كما لو كانت تقارير خاصة بها، وأنه في أكثر من ثلث الحالات، كانت المحطات تقوم ببث بيان الفيديو الإخباري المجمع بشكل مسبق وكامل.

## الإنتاج التجاري لبيانات الفيديو الإخبارية في الولايات المتحدة
تم استخدام بيانات الفيديو الإخبارية بشكل مكثف في الأعمال التجارية على الأقل منذ بدايات الثمانينيات من القرن العشرين. وقد استخدمت شركات مثل مايكروسوفت وفيليب موريس وصناعة المنتجات الصيدلانية بشكل عام هذا الأسلوب.
ووفقًا للمجموعة التجارية جمعية العلاقات العامة الأمريكية، تعد بيانات الفيديو الإخبارية هي مكافئ الإصدارات الصحفية بالفيديو. وهي تعرض حالة العملاء بصيغة جذابة وإعلامية. وتهدف وكالة تخصيص بيانات الفيديو الإخبارية إلى جذب الاهتمام الإعلامي لمنتجات وخدمات العملاء أو علاماتهم التجارية أو غير ذلك من الأهداف التسويقية. وتوفر بيانات الفيديو الإخبارية لمحطات التلفزيون المحلية مواد بث مجانية عالية الجودة لاستخدامها في التقارير التي تعرضها تلك المحطات.
وتقوم وكالات العلاقات العامة بتشفير أشرطة الفيديو الخاصة بها، مما يسمح بالتتبع الدقيق للغاية لاستخدام مقاطع الفيديو تلك. (انظر: SIGMA (خدمة التحقق) للحصول على المزيد من المعلومات).
يقول أحد منتقدي أسلوب بيانات الفيديو الإخبارية جون ستاوبر، وهو مراقب وناقد لشركات العلاقات العامة، "هؤلاء الزملاء لا يدركون خطورة الأمر، حيث إنهم يؤكدون لأنفسهم أن ذلك لا يمثل مشكلة كبيرة. ولا توجد أي أدلة على الشعور بالخجل، فلا يوجد أي إشارة مؤكدة على الاعتذار، بل مجرد ازدراء واضح لتحليل الممارسات التجارية الخاصة بهم على الصفحة الرئيسية لصحيفة نيويورك تايمز. إنهم يشعرون بالفخر حيال الأعمال التي يقومون بها.”
- في مارس 2005، قالت صحيفة نيويورك تايمز "بشكل إجمالي، قامت على الأقل 20 وكالة فيدرالية، بما في ذلك وزارة الدفاع ومكتب التعداد بعمل وتوزيع مقاطع إخبارية تلفزيونية خلال السنوات الأربع الماضية، وذلك حسبما أظهرت السجلات والمقابلات. والعديد من تلك المقاطع تم بثها في أوقات لاحقة على المحطات المحلية في مختلف أرجاء الدولة بدون أي إقرار بالدور الحكومي في إنتاجها.”[4]
- تم بث بيان فيديو إخباري من خلال وزارة الصحة والخدمات البشرية عبر مجموعة من البرامج الإخبارية المحلية في مختلف أرجاء الدولة كشكل من أشكال الصحافة التقليدية، في حين أنه، في واقع الأمر، كان قد تم إنتاجه من أجل تعزيز خطة ميديكير الجديدة. تم الحكم على عمل فيديو كارين رايان، والذي تم إطلاق هذا الاسم عليه بسبب «المحرر» الذي يظهر به، في مايو عام 2004 على أنه ينتهك القانون الفيدرالي من خلال مكتب المحاسبة العام (GAO)، وهو ذراع التحقيقات في الحكومة الفيدرالية[5]
- في سبتمبر عام 2005، توصل مكتب المحاسبة العام إلى أن وزارة التعليم قد انتهكت القانون عندما قامت بتوزيع إصدار فيديو إخباري مشابه باستخدام كارين رايان "كمحرر" من أجل دعم برنامج عدم ترك أي طفل الخاص بإدارة بوش. وفي مايو 2003، قامت الوزارة بتعيين شركة كتشوم للعلاقات العامة، وقد تضمن التعاقد، بالإضافة إلى أمور أخرى، أن تقوم الشركة بعمل "منتجات صوتية ومقاطع فيديو وبعض المواد المطبوعة التي تمثل رسائل واضحة ومتماسكة ومستهدفة فيما يتعلق ببرنامج وزارة التعليم وتتعلق بالمبادرات التشريعية للوزارة..[6]
- ويخبر أحد مواقع ويب يتبع مكتب التعداد الزائرين بما يلي: "تتاح التغذيات الإخبارية بالفيديو الخاصة بمكتب تعداد الولايات المتحدة لعمل التقارير الإخبارية الخاصة بالولاية. ويتم توفير التعليقات المستهدفة من خلال رئيس مكتب بيانات إعادة التقسيم الإداري لمكتب التعداد مارشال تيرنر. وتشتمل مواد إخطار الزميل على إشارات إلى مواقع الويب الخاصة بالمعلومات التي تم إصدارها حديثًا. الرجاء الاتصال بـ...اتصالات الجبهة الداخلية للنسخ الورقية في بتكام إس بي ونسخ الإخطار المرسلة عبر الفاكس / البريد الإلكتروني.”[7]

## بيانات الفيديو الإخبارية وقانون الولايات المتحدة
- في يناير 1948، تم تمرير قانون تبادل المعلومات والتعليم الأمريكي لعام 1948، والمعروف كذلك باسم قانون سميث موندت، من خلال الكونغرس، وتم التوقيع عليه ليصبح قانونًا ساريًا من خلال الرئيس الأمريكي هاري ترومان، مما أدى إلى وضع أنشطة المعلومات الدولية في الدول الأخرى، بما في ذلك VOA، تحت إمرة مكتب المعلومات الدولية في وزارة الخارجية.[8]
- في فبراير من عام 2005، تم عرض «قانون إيقاف الدعاية الحكومية» على مجلس الشيوخ الأمريكي. وقد تمت إحالته إلى اللجنة القضائية، ولم يتم اتخاذ أي إجراء آخر.[9]
- في أبريل من عام 2005، حذرت لجنة الاتصالات الفيدرالية المحطات التلفزيونية أنها يمكن أن تتعرض لغرامات عند بث مقاطع الروايات الإخبارية التي يتم توفيرها من خلال الحكومة والشركات بدون الكشف عمن قام بعمل تلك المقاطع.[8]
- في مايو من عام 2006، أصدر رئيس لجنة الاتصالات الفيدرالية كيفين مارتن قرارًا بمراجعة بث بيانات الفيديو الإخبارية من خلال المحطات التلفزيونية، بعد تقرير أبريل 2006 الذي أصدره مركز الإعلام والديمقراطية.
- في أغسطس من عام 2006، أرسلت لجنة الاتصالات الفيدرالية خطابات إلى ملاك 77 محطة تلفزيونية من أجل الحصول على معلومات تتعلق بالاتفاقات بين المحطات ومن يقومون بعمل بيانات الفيديو الإخبارية. كما كان الهدف من تلك الخطابات كذلك معرفة ما إذا كانت هناك أي «اعتبارات» أخرى يتم منحها للمحطات في مقابل بث تلك المواد أم لا. وقد تم إعطاء تلك المحطات 60 يومًا للرد.[10]

## وصلات خارجية
- Good articles on broadcast news
- “Office of National Drug Control Policy--Video News Release, B-303495, January 4, 2005”}
- New York Times “Under Bush, a New Age of Prepackaged TV News” (subscription req.)
- “Sourcewatch, PR industry watch-dog group article on VNRs”}
- U.S. Census Bureau offers what it calls “newsfeeds”
- Profile of Karen Ryan
- Karen Ryan Group
- American Marketing Association's definition of VNR
- Corporate Propaganda and Media Manipulation, January 26, 2003, By Royce Carlson}
- Brand Propaganda, March 20, 2005, by Andy Lark
- Center For Media and Democracy Website

## Video and audio links
- A New Age of “Fake News”, WBUR 17 March 2005
- Audio and video coverage of the issue from Democracy Now!
- PBS report on U.S. Government using VNRs as covert propaganda
- Judge Jeanine - Owning a gun is my God given right!